# 올렉시 레즈니코우

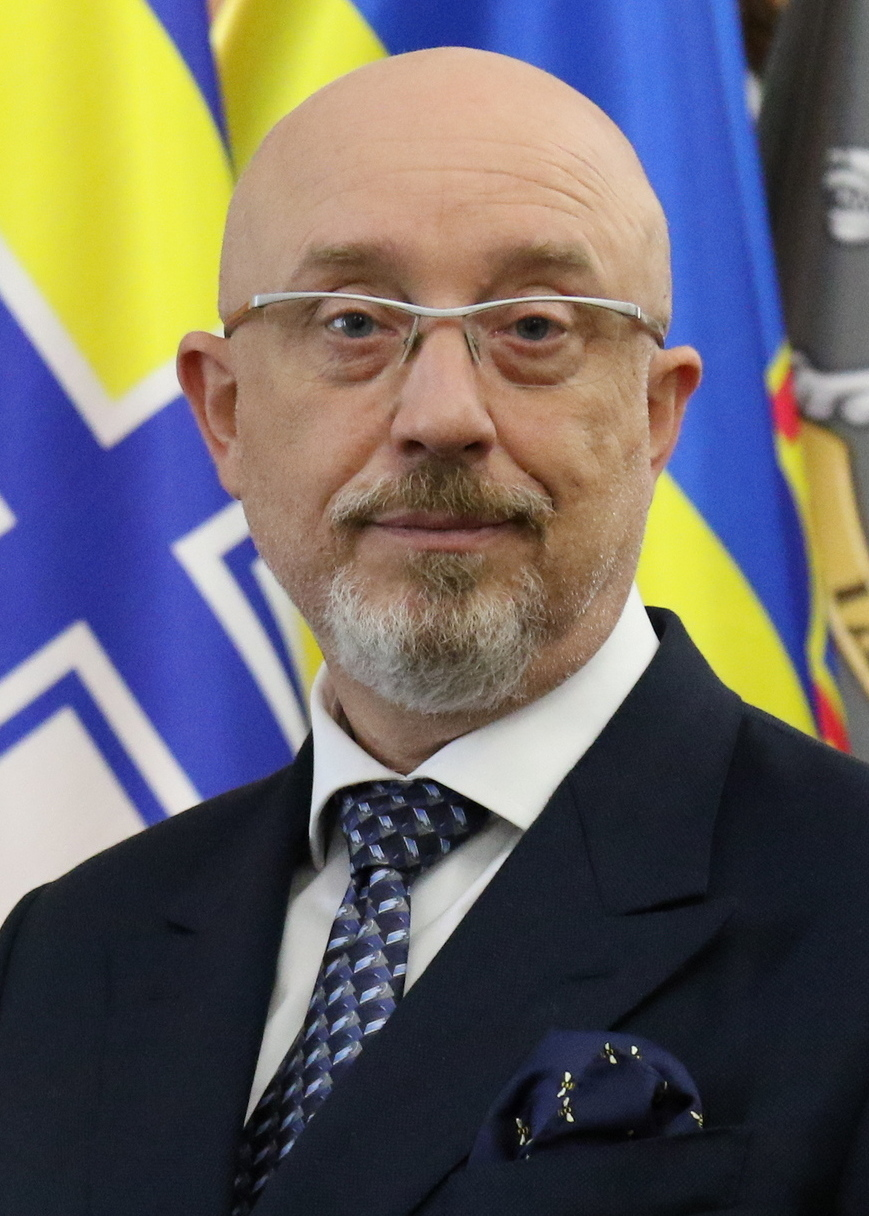

올렉시 유리요비치 레즈니코우(우크라이나어: Олексій Юрійович Резніков, 1966년 6월 18일 ~ )는 우크라이나의 변호사이자 정치인이다. 우크라이나 국방을 2021년 11월 4일부터 2023년 9월 5일 해임될 때까지 역임했다. 레즈니코우는 이전에 우크라이나 정부에서 여러 직위를 역임했다. 2016년부터 2018년까지, 2014년 6월부터 2015년 12월까지 키예프 시의회 부시장 겸 비서관을 역임했다.